# Vorktracering

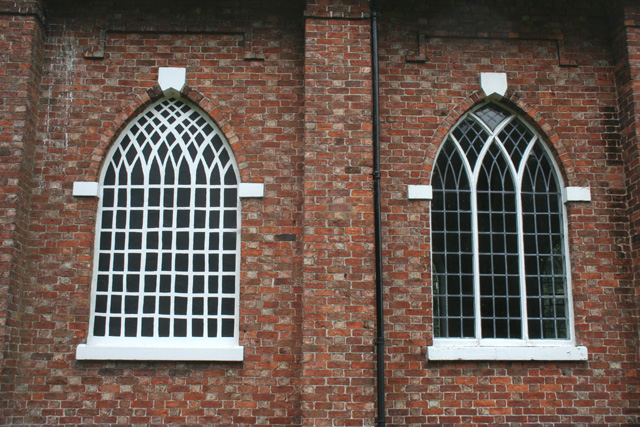
Vooral het rechter raam toont een goed voorbeeld van vorktraceringen

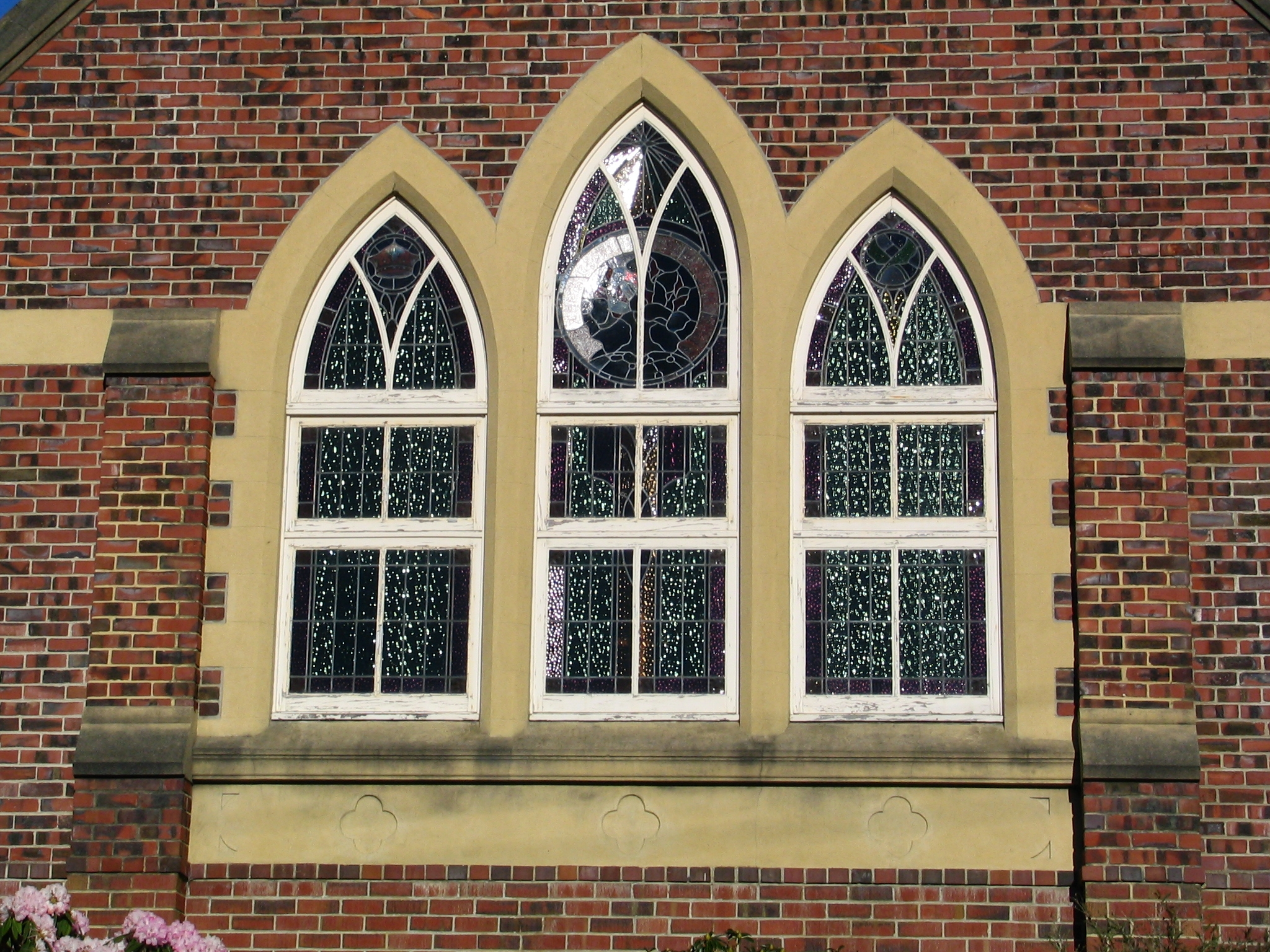
Vorktraceringen

Een vorktracering of vorkmontant wordt gebruikt in het maaswerk van spitsboogvensters (vensters die bovenin eindigen in een spitse boog). Hierbij splitsen de stijlen van een venster boven het aanzetten van de boog zich in twee of meer armen. De gebogen stijlen hebben dan een Y-vorm en vormen daarmee een van de simpelste vormen van tracering. De stijlen kunnen zich verder dooreenvlechten.